# Allocosa dingosaeformis
Allocosa dingosaeformis là một loài nhện trong họ wolfspinnen (Lycosidae).
Loài này thuộc chi Allocosa. Allocosa dingosaeformis được Guy miêu tả năm 1966.